# Leucania congener
Leucania congener är en fjärilsart som beskrevs av Jacob Hübner 1817. Leucania congener ingår i släktet Leucania och familjen nattflyn. Inga underarter finns listade i Catalogue of Life.